# Gérasime Ier de Constantinople
Gérasime Ier (grec : Γεράσιμος Α΄) est le patriarche de Constantinople de 1320 à 1321.
Il succède le 21 mars 1320 à Jean XIII Glykys qui abdique. C'est un moine déjà très âgé qui meurt le 20 avril 1321.